# Ernst John (Maler)
Ernst Johann Friedrich John (geboren am 28. Februar 1793 in Arnstadt; gestorben am 19. Juli 1873 ebenda) war ein deutscher Kaufmann, Leihbibliothekar, sowie Landschafts- und Porträtmaler. Er war der Vater bekannten Autorin E. Marlitt.

## Leben
John war ein Sohn des Kaufmanns Johann Friedrich John (1761–1837) und dessen Frau Anna Dorothea Rosina (geborene Günther; 1762–1851). Er interessierte sich schon früh für Kunst sowie für die Gestirne und die Phasen der Erde. Mangels einer klassischen Bildung eignete er sich das Wissen autodidaktisch an. Sein Zeichentalent wurde zwar gefördert, aber der Vater verweigerte ihm die Ausbildung zum Maler und ließ ihn eine Handelslehre ergreifen, um Kaufmann zu werden. Nach seiner Heirat eröffnete er um 1823 eine Leihbibliothek, insbesondere mit Reisebeschreibungen und Taschenbüchern und später einen Materialhandel mit Tabakgeschäft im Haus Markt Nr. 12 in Arnstadt. Nach der Geburt des zweiten Sohnes gingen seine Unternehmungen im Jahr 1828 bankrott und er stand vor dem finanziellen Ruin. Seine Verwandten machtem ihm schließlich eine Ausbildung in der Malkunst möglich, so dass er den Unterhalt für die Familie erwirtschaften konnte. Er verließ seine Familie, um in Dresden zu studieren. Obwohl er nach seiner Rückkehr in der Lage war Porträts oder Landschaften in Öl- oder als Aquarelle auf Leinwand und Elfenbein anzufertigen, bot Arnstadt zu wenig Kundschaft, um ein erträgliches Auskommen zu generieren. Die Familie lebte viele Jahre in Armut und Not. Statt in einem festen Wohnhaus mussten sie in einem kleinen, zugigen Gartenhäuschen leben und den Kindern fehlte es oft an warmen Kleidern.

## Werke (Auswahl)
- 1818: Bildnis des jugendlichen Ferdinand Benjamin Busch (1797–1876)
- 1835: Selbstbildnis
- 1841: Bildnis eines Herrn
- 1846: Bildnis Emilie Busch
- 1866: Johanna John, Töchterchen von Alfred John (1865–1866)
- 1867: Bildnis Johanna John, Gattin des Ernst John (1800–1853)

Undatiert:
- Bildnis des Christoph Hühn und Bildnis Henriette Bendleb, verehelichte Hühn (vor 1835)
- Dame aus der Familie Treiber und Herr aus der Familie Treiber
- Bildnis des Bürgermeisters von Oer, Plaue und Bildnis der Gattin des Bürgermeisters von Oer
- Damenbildnis
- Bildnis Rosalie John, Schwester der Marlitt (1824–1866)
- Bildnis Eugenie John als Sängerin (um 1845)
- Bildnis Eugenie John-Marlitt
- Bildnis der Frau Minner, geb. Brömel (um 1860)

## Familie

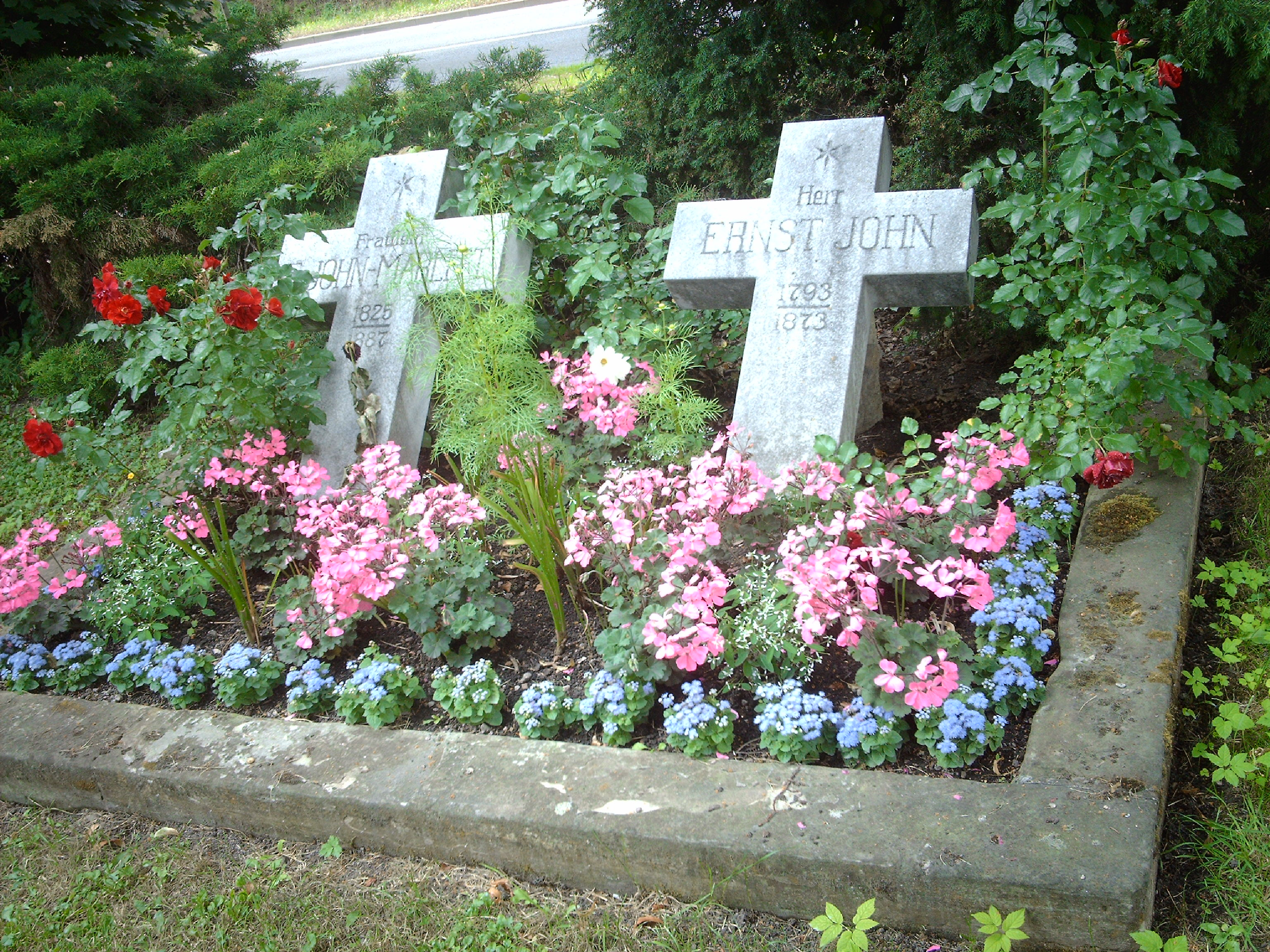
Grab, Alter Friedhof Arnstadt

John heiratete am 29. März 1823 Johanna Wilhelmine (geborene Böhm; 1800–31. August 1853), die älteste Tochter des Kaufmanns und Meisters vom Stuhl der Arnstädter Freimaurerloge Friedrich Gotthelf Böhm (1771–1831) und dessen Frau Friederike Auguste (geborene Axt; 1780–1849). Seine Ehefrau liebte schöngeistige Literatur und die Musik. Das Paar hatte fünf Kinder:
- Rosalie John (1824–1866), litt später an einer Nervenkrankheit
- Friederike Henriette Christiane Eugenie John  (5. Dezember 1825–22. Juni 1887 ebenda), war als Schriftstellerin unter dem Namen E. Marlitt bekannt. Da seine zweitgeborene Tochter Eugenie früh eine musikalische Begabung gezeigt hatte und ihr der Arnstädter Kantor Stade eine große Gesangskarriere prophezeite und John gegenüber anmerkte: „Sie hat Millionen in der Kehle“. Daher wandte sich John 1841 mit der Bitte um ein Stipendium für seine 16-jährige Tochter an die Landesfürstin Mathilde von Schwarzburg-Sondershausen. Diese nahm sich der jungen Sängerin an und ermöglichte ihr von 1844 bis 1846 eine Ausbildung zur Opernsängerin am Konservatorium in Wien. Es schien ihr eine glänzende Karriere am Theater bevorzustehen. Doch ein plötzlicher Verlust des Hörvermögens, stoppte diese Pläne.[3]

- Hermann John, wurde Modelleur in Plaue und fertigte eine Gipsplakette seiner Schwester an,[4] die erstmals zur 100-jährigen Gedenkfeier von Marlitts Geburtstag am 5. Dezember 1925 gezeigt wurde.
- Alfred John, Philologe und Realschullehrer in Arnstadt ⚭ 1860 mit der Schriftstellerin Ida (geborene Hoschke, 23. Dezember 1842–15. Juli 1907), die Tochter eines Schuldirektors.[5][6]
  - Walter John, auch Walter Hoschke oder Walter John-Marlitt (* 23. August 1861), wurde Keramiker, 1891 bis 1900 Fabrikdirektor in Müchhof-Chodau bei Karlsbad und Schriftsteller in Berlin.[7]
  - Johanna John (1865–1866)
- Max John, wurde Techniker

John wurde auf dem Friedhof von Arnstadt beigesetzt. Dort befindet sich auch das Grab seiner Tochter.